# Уретрит
Уретри́т (от лат. uria — «моча», itis — «воспаление») — воспаление мочеиспускательного канала (уретры), вызванное поражением стенки канала различного рода бактериями и вирусами.
По характеру течения уретрита выделяют острую и хроническую форму заболевания. Уретриты делят на гонорейные (их лечением занимается венеролог) и негонорейные. Негонорейные уретриты могут быть инфекционными и неинфекционными, например, лучевые, токсические, аллергические уретриты. Патология также может развиваться после лечебно-диагностических процедур, например, после катетеризации мочевого пузыря или введения препаратов.

## Классификация
Уретриты в основном подразделяют на гонококковый (гонорея) и негонококковый.

## Эпидемиология

### Гонококковый уретрит (гонорея)
По данным международной статистики, гонорея продолжает оставаться одним из самых часто встречающихся заболеваний, передающихся половым путём. Основной путь передачи — при половом контакте, но возможен также и бытовой путь заражения. Вероятность заражения у мужчин при единственном половом контакте составляет 17 %, которая повышается прямо пропорционально количеству контактов с заражённой партнёршей. Гонококки могут передаваться при анальном и при оральном половых контактах.

### Негонококковый уретрит
В последние десятилетия заболеваемость негонококковым уретритом сильно растёт. В 1972 году она превысила заболеваемость гонореей. Чаще болеют мужчины молодого возраста. Социально-экономический статус у больных, как правило, выше, чем у больных гонореей.

## Этиология

### Гонококковый уретрит (гонорея)
Вызывается внутриклеточными грамотрицательными диплококками — Neisseria gonorrhoeae. Инкубационный период составляет 3—10 дней с момента заражения (контакта), однако, некоторые штаммы N.gonorrhoeae приводят к развитию заболевания уже через 12 часов, в то время как при других штаммах уретрит развивается только через 3 месяца.

### Негонококковый уретрит
Считается полиэтиологичным заболеванием и вызывается различными возбудителями. Наиболее частым и потенциально опасным этиотропным агентом является Chlamydia trachomatis, которая является причиной негонококкового уретрита в 40—50 % случаев. Другими причинами негонококкового уретрита могут быть Ureaplasma urealyticum и Mycoplasma genitalium, выявляемые у 20—30 % пациентов. 
У 20 % пациентов этиологию уретрита установить не удаётся. Инкубационный период при негонококковом уретрите составляет 1—5 недель с момента полового контакта, но чаще инкубационный период более продолжительный.

## Клиническая картина

### Гонококковый уретрит (гонорея)
Пациенты предъявляют жалобы на:
- гнойное отделяемое из мочеиспускательного канала;
- острая режущая боль;
- боль при мочеиспускании.

В 50 % случаев заболевание протекает бессимптомно.

### Негонококковый уретрит
Пациенты предъявляют жалобы:
- на слизистые (иногда обильные, гнойные) выделения из мочеиспускательного канала;
- острую режущую боль;
- боль при мочеиспускании[4].

## Диагностика

### Гонококковый уретрит (гонорея)
Осмотр рекомендуют проводить не ранее, чем через 1 час (предпочтительно через 4 часа) после последнего мочеиспускания. При осмотре наружных половых органов отмечают гиперемию и слипание наружного отверстия уретры, гнойные выделения жёлтого и белого цвета, которые могут появляться самостоятельно или при сдавлении мочеиспускательного канала.
Должны быть исследованы крайняя плоть, органы мошонки, предстательная железа, прямая кишка и паховые лимфатические узлы.
Диагноз гонореи ставится на основании наличия полового контакта в анамнезе, жалоб на гнойные выделения из уретры, дизурию, положительного мазка по Граму (мазок берётся из уретры). Высокоинформативным методом выявления антигенов гонококков является исследование мазка с использованием ПЦР.

### Негонококковый уретрит
Физикальное обследование абсолютно аналогичное таковому при гонококковом уретрите.
Диагноз негонококкового уретрита устанавливается на основании наличия полового контакта в анамнезе, соответствующих жалоб, отсутствия гонококков и наличия признаков уретрита при исследовании мазка по Граму (мазок берётся из уретры). В настоящее время разработаны и используются различные некультуральные методы диагностики возбудителей: метод ПЦР и NASBA. Эти методы дают результат через 24 часа.

## Лечение

### Гонококковый уретрит (гонорея)
Для лечения острой неосложнённой формы гонореи рекомендовано использование цефтриаксона 250 мг внутримышечно (разовая инъекция), с последующим приёмом таблетированного доксициклина 100 мг 2 раза в день в течение 7 дней (лечение сопутствующего хламидиоза). В качестве альтернативы цефтриаксону используют разовый приём таблетированного спектиномицина (2 грамма). Одновременно проводят лечение сексуальных партнёров независимо от результатов их обследования.

### Негонококковый уретрит
Терапия назначается исходя из возбудителя вызвавшего заболевание. Рекомендуют следующие терапевтические режимы:
- доксициклин — 100 мг по 1 таблетке 2 раза в день в течение 7 дней или

- азитромицин — 1 г перорально однократный приём

при трихомонадном уретрите рекомендуется назначение метронидазола либо однократный приём 2 г, либо в течение 7 дней по 500 мг 2 раза в день.
Одновременно проводят лечение сексуальных партнёров независимо от результатов их обследования.
Если установить этиотропный агент не представляется возможным, то требуется дополнительное лечение антибиотиками других групп (широкого спектра, кроме пенициллинов).

## Осложнения

### Гонококковый уретрит (гонорея)
Гонококковый уретрит может осложниться эпидидимитом, простатитом, везикулитом, а впоследствии стриктурой уретры.

### Негонококковый уретрит
Синдром Рейтера — редкое осложнение хламидийного уретрита, проявляющееся артритом, конъюнктивитом, баланитом и/или бленорейной кератодермией (классическая триада — уретрит + конъюнктивит + артрит).

## Профилактика уретрита
Для предупреждения важно соблюдать правила личной и половой гигиены, своевременно лечить воспалительные и инфекционные заболевания. Основным способом профилактики является использование презервативов.

## Уретрит у животных
При данном заболевании отмечают частое мочеиспускание, в моче обнаруживают кровь и примеси гноя. Болезнь может быть следствием травм уретры при неудачной катетеризации или ущемлении мочевого камня. Её лечат с помощью дезинфицирующих растворов, которыми промывают уретру.